# Stanislovas Giedraitis
Stanislovas Giedraitis (ur. 6 stycznia 1947 w miejscowości Pavašuokys w rejonie malackim) – litewski agronom, zootechnik i kołchoźnik, działacz komunistyczny okresu radzieckiego, poseł na Sejm Republiki Litewskiej.

## Życiorys
Został absolwentem technikum rolniczego w Bujwidziszkach, po czym podjął pracę w kołchozie "Volungė" w rejonie olickim. W 1968 mianowano go dyrektorem gospodarstwa "Dainavos" w tej samej gminie.
W 1971 ukończył Litewską Akademię Weterynarii ze specjalnością zootechnika. Po odbyciu służby wojskowej ponownie stanął na czele kołchozu "Dainavos". Wybrano go również deputowanym ludowym do rad rejonów olickiego i malackiego. W 1977 objął urząd przewodniczącego Rejonowego Komitetu Wykonawczego w Olicie.
W 1981 został absolwentem Wyższej Szkoły Partyjnej przy KC KPZR w Leningradzie. Od 1982 do 1988 pełnił funkcję I sekretarza Komunistycznej Partii Litwy rejonu możejskiego. W 1988 wszedł w skład republikańskiego sekretariatu KC KPL. Trzy lata wcześniej wybrano go deputowanym ludowym do Rady Najwyższej Litewskiej SRR.
W trakcie procesu odzyskiwania przez Litwę niepodległości poparł początkowo tzw. moskiewską platformę KPL Mykolasa Burokevičiusa, przeciwną oderwaniu się od ZSRR. Później był członkiem Litewskiej Partii Socjaldemokratycznej. W 2003 stanął na czele instytucji użyteczności publicznej Europos geografinis centras.
W wyborach parlamentarnych w 2008 został wybrany reprezentantem okręgu Możejki w parlamencie litewskim, pokonując jako kandydat niezależny przedstawiciela swojego poprzedniego ugrupowania. W Sejmie wstąpił jednocześnie do klubu poselskiego LSDP. W 2012 bez powodzenia ubiegał się o reelekcję również jako kandydat niezależny. Związał się później z Litewską Socjaldemokratyczną Partią Pracy.